# Kira Muratova
Kira Muratova (în ucraineană Кіра Георгіївна Мура́това, născută Korotkova; n. 5 noiembrie 1934, Soroca, județul Soroca, România – d. 6 iunie 2018, Odesa, Ucraina) a fost un o regizoare, scenaristă și actriță ucraineană, cunoscută pentru stilul său regizoral neobișnuit. Filmele ei au fost puternic cenzurate în Uniunea Sovietică.
Muratova și-a petrecut mare parte din carieră artistică în Odesa, turnând filme în studiouri locale, cu actori locali.

## Biografie

### Primii ani de viață și carieră
Kira Korotkova s-a născut în 1934 în Soroca, România (azi Republica Moldova) dintr-o mamă evreică și un tată rus. Părinții ei au fost membri ai Partidului Comunist. Tatăl ei a participat în timpul celui de-al Doilea Război Mondial la mișcare de gherilă anti-fascistă, fiind arestat de către forțele române și împușcat după interogatoriu. După război, Kira a trăit în București cu mama ei, ginecolog, care apoi a primit un post guvernamental în cadrul Republicii Populare România.
În 1959, Kira a absolvit Institutul de Stat pentru Cinematografie Gherasimov din Moscova, specializarea regie. La absolvire Korotkova a primit un post de regizoare la Studioul de Film din Odesa, un oraș port la Marea Neagră, în apropiere de Basarabia sa nativă. Ea a regizat primul ei film profesional în 1961 și a lucrat cu studioul până când o neînțelegere la locul de muncă făcut-o să se mute la Leningrad în anul 1978. Acolo a făcut un film la Studioul Lenfilm, dar a revenit la Odesa după aceea. Filmele lui Muratova au fost vehement criticate de oficialii sovietici din cauză că filmele sale nu erau conforme cu normele realismul socialist, lucru care i-a adus suspendarea din funcție de mai multe ori. 

### Recunoaștere și premii
Recunoașterea sa a venit în timpul Perestroikăi perioadă în care a primit primele premii. În 1988, Festivalul Internațional Feminin de Film de la Créteil (Franța) u arătat o primă retrospectivă a lucrărilor sale. Filmul Printre pietrele gri a fost proiectat în cadrul secțiunii Un Certain Regard a Festivalului de Film de la Cannes din 1988. În 1990, filmul Sindromul astenic a câștigat Marele Premiu al Juriului la Festivalul de la Berlin. În 1994, ea a fost distins cu Leopardul de Onoare pentru întreaga carieră la Festivalul Internațional de Film de la Locarno (Elveția) și în 2000, ea a primit Premiul Libertății Andrzej Wajda.
În 1997, filmul ei Tri istorii a rulat la a 47-a ediție a Festivalului Internațional de Film de la Berlin. În 2002 filmul Chekhovskie motivy a rulat la a 24-a ediție a Festivalului Internațional de Film de la Moscova. Filmul Nastroyshchik a fost prezentat la Festivalul de Film de la Veneția în anul 2004. Filmele ei au primit premiul rus „Nika” în 1991, 1995, 2005, 2007, 2009 și 2013.
În 2005, o retrospectivă a filmelor sale a fost prezentat la Lincoln Center din New York. În 2013, o retrospectivă a filmelor ei a fost prezentat la Festivalul Internațional de Film de la Rotterdam.
În 2017, Kira Muratova a devenit membră a Academiei Americane de Film.

## Filmografie selectivă
- Nash chestnyy khleb (1964)
- Korotkie vstrechi (1967)
- Dolgie provody (1971)
- Russia (1972)
- Poznavaya belyy svet / Ieșiți în lume (1979)
- Sredi serykh kamney (1983)
- Peremena uchasti (1987)
- Chuvstvitelnyy militsioner (1992)
- Uvlecheniya (1994)
- Pismo v Ameriku (1999)
- Vtorostepennye lyudi (2001)
- Chekhovskie motivy (2002)
- Nastroyshchik (2004)
- Dva v odnom (2007)
- Melodiya dlya sharmanki (2009)